# Liste der State-, U.S.- und Interstate-Highways in South Carolina
Dies ist eine Liste der State-, U.S.- und Interstate-Highways im US-Bundesstaat South Carolina.

State Route-Beschilderung in South Carolina

## State Routes

### Gegenwärtige Strecken
- South Carolina Highway 2
- South Carolina Highway 3
- South Carolina Highway 4
- South Carolina Highway 5
- South Carolina Highway 6
- South Carolina Highway 7
- South Carolina Highway 8
- South Carolina Highway 9
- South Carolina Highway 10
- South Carolina Highway 11
- South Carolina Highway 12
- South Carolina Highway 14
- South Carolina Highway 16
- South Carolina Highway 18
- South Carolina Highway 19
- South Carolina Highway 20
- South Carolina Highway 22
- South Carolina Highway 23
- South Carolina Highway 24
- South Carolina Highway 27
- South Carolina Highway 28
- South Carolina Highway 30
- South Carolina Highway 31
- South Carolina Highway 33
- South Carolina Highway 34
- South Carolina Highway 35
- South Carolina Highway 37
- South Carolina Highway 38
- South Carolina Highway 39
- South Carolina Highway 41
- South Carolina Highway 45
- South Carolina Highway 46
- South Carolina Highway 47
- South Carolina Highway 48
- South Carolina Highway 49
- South Carolina Highway 51
- South Carolina Highway 53
- South Carolina Highway 55
- South Carolina Highway 56
- South Carolina Highway 57
- South Carolina Highway 58
- South Carolina Highway 59
- South Carolina Highway 60
- South Carolina Highway 61
- South Carolina Highway 63
- South Carolina Highway 64
- South Carolina Highway 65
- South Carolina Highway 66
- South Carolina Highway 67
- South Carolina Highway 68
- South Carolina Highway 70
- South Carolina Highway 71
- South Carolina Highway 72
- South Carolina Highway 75
- South Carolina Highway 79
- South Carolina Highway 80
- South Carolina Highway 81
- South Carolina Highway 83
- South Carolina Highway 86
- South Carolina Highway 88
- South Carolina Highway 90
- South Carolina Highway 92
- South Carolina Highway 93
- South Carolina Highway 97
- South Carolina Highway 99
- South Carolina Highway 101
- South Carolina Highway 102
- South Carolina Highway 105
- South Carolina Highway 107
- South Carolina Highway 109
- South Carolina Highway 110
- South Carolina Highway 113
- South Carolina Highway 114
- South Carolina Highway 116
- South Carolina Highway 118
- South Carolina Highway 119
- South Carolina Highway 120
- South Carolina Highway 121
- South Carolina Highway 122
- South Carolina Highway 124
- South Carolina Highway 125
- South Carolina Highway 126
- South Carolina Highway 127
- South Carolina Highway 128
- South Carolina Highway 129
- South Carolina Highway 130
- South Carolina Highway 133
- South Carolina Highway 135
- South Carolina Highway 137
- South Carolina Highway 145
- South Carolina Highway 146
- South Carolina Highway 150
- South Carolina Highway 151
- South Carolina Highway 153
- South Carolina Highway 154
- South Carolina Highway 157
- South Carolina Highway 160
- South Carolina Highway 161
- South Carolina Highway 162
- South Carolina Highway 164
- South Carolina Highway 165
- South Carolina Highway 170
- South Carolina Highway 171
- South Carolina Highway 172
- South Carolina Highway 173
- South Carolina Highway 174
- South Carolina Highway 177
- South Carolina Highway 179
- South Carolina Highway 181
- South Carolina Highway 182
- South Carolina Highway 183
- South Carolina Highway 184
- South Carolina Highway 185
- South Carolina Highway 186
- South Carolina Highway 187
- South Carolina Highway 188
- South Carolina Highway 191
- South Carolina Highway 193
- South Carolina Highway 194
- South Carolina Highway 198
- South Carolina Highway 200
- South Carolina Highway 201
- South Carolina Highway 202
- South Carolina Highway 203
- South Carolina Highway 207
- South Carolina Highway 210
- South Carolina Highway 211
- South Carolina Highway 212
- South Carolina Highway 213
- South Carolina Highway 215
- South Carolina Highway 216
- South Carolina Highway 217
- South Carolina Highway 219
- South Carolina Highway 223
- South Carolina Highway 225
- South Carolina Highway 230
- South Carolina Highway 243
- South Carolina Highway 245
- South Carolina Highway 246
- South Carolina Highway 247
- South Carolina Highway 248
- South Carolina Highway 252
- South Carolina Highway 253
- South Carolina Highway 254
- South Carolina Highway 260
- South Carolina Highway 261
- South Carolina Highway 262
- South Carolina Highway 263
- South Carolina Highway 265
- South Carolina Highway 267
- South Carolina Highway 268
- South Carolina Highway 269
- South Carolina Highway 274
- South Carolina Highway 277
- South Carolina Highway 281
- South Carolina Highway 283
- South Carolina Highway 284
- South Carolina Highway 288
- South Carolina Highway 290
- South Carolina Highway 291
- South Carolina Highway 292
- South Carolina Highway 295
- South Carolina Highway 296
- South Carolina Highway 300
- South Carolina Highway 302
- South Carolina Highway 303
- South Carolina Highway 304
- South Carolina Highway 308
- South Carolina Highway 310
- South Carolina Highway 311
- South Carolina Highway 314
- South Carolina Highway 315
- South Carolina Highway 319
- South Carolina Highway 322
- South Carolina Highway 324
- South Carolina Highway 327
- South Carolina Highway 329
- South Carolina Highway 332
- South Carolina Highway 333
- South Carolina Highway 336
- South Carolina Highway 340
- South Carolina Highway 341
- South Carolina Highway 346
- South Carolina Highway 357
- South Carolina Highway 358
- South Carolina Highway 362
- South Carolina Highway 363
- South Carolina Highway 375
- South Carolina Highway 377
- South Carolina Highway 381
- South Carolina Highway 385
- South Carolina Highway 389
- South Carolina Highway 391
- South Carolina Highway 392
- South Carolina Highway 394
- South Carolina Highway 395
- South Carolina Highway 400
- South Carolina Highway 402
- South Carolina Highway 403
- South Carolina Highway 410
- South Carolina Highway 412
- South Carolina Highway 413
- South Carolina Highway 414
- South Carolina Highway 417
- South Carolina Highway 418
- South Carolina Highway 419
- South Carolina Highway 420
- South Carolina Highway 421
- South Carolina Highway 430
- South Carolina Highway 441
- South Carolina Highway 453
- South Carolina Highway 460
- South Carolina Highway 461
- South Carolina Highway 462
- South Carolina Highway 496
- South Carolina Highway 512
- South Carolina Highway 513
- South Carolina Highway 517
- South Carolina Highway 522
- South Carolina Highway 527
- South Carolina Highway 541
- South Carolina Highway 544
- South Carolina Highway 555
- South Carolina Highway 557
- South Carolina Highway 560
- South Carolina Highway 576
- South Carolina Highway 602
- South Carolina Highway 641
- South Carolina Highway 642
- South Carolina Highway 651
- South Carolina Highway 652
- South Carolina Highway 692
- South Carolina Highway 700
- South Carolina Highway 702
- South Carolina Highway 703
- South Carolina Highway 707
- South Carolina Highway 742
- South Carolina Highway 760
- South Carolina Highway 763
- South Carolina Highway 764
- South Carolina Highway 768
- South Carolina Highway 769
- South Carolina Highway 773
- South Carolina Highway 781
- South Carolina Highway 802
- South Carolina Highway 823
- South Carolina Highway 901
- South Carolina Highway 903
- South Carolina Highway 905
- South Carolina Highway 908
- South Carolina Highway 909
- South Carolina Highway 912
- South Carolina Highway 914
- South Carolina Highway 917

### Außer Dienst gestellte Strecken
- South Carolina Highway 1
- South Carolina Highway 13
- South Carolina Highway 15
- South Carolina Highway 17
- South Carolina Highway 21
- South Carolina Highway 25
- South Carolina Highway 26
- South Carolina Highway 29
- South Carolina Highway 32
- South Carolina Highway 36
- South Carolina Highway 40
- South Carolina Highway 42
- South Carolina Highway 43
- South Carolina Highway 44
- South Carolina Highway 50
- South Carolina Highway 52
- South Carolina Highway 54
- South Carolina Highway 62
- South Carolina Highway 69
- South Carolina Highway 73
- South Carolina Highway 77
- South Carolina Highway 82
- South Carolina Highway 84
- South Carolina Highway 85
- South Carolina Highway 87
- South Carolina Highway 89
- South Carolina Highway 91
- South Carolina Highway 94
- South Carolina Highway 95
- South Carolina Highway 96
- South Carolina Highway 98
- South Carolina Highway 100
- South Carolina Highway 103
- South Carolina Highway 104
- South Carolina Highway 106
- South Carolina Highway 108
- South Carolina Highway 111
- South Carolina Highway 112
- South Carolina Highway 115
- South Carolina Highway 117
- South Carolina Highway 123
- South Carolina Highway 131
- South Carolina Highway 132
- South Carolina Highway 134
- South Carolina Highway 136
- South Carolina Highway 138
- South Carolina Highway 139
- South Carolina Highway 140
- South Carolina Highway 141
- South Carolina Highway 149
- South Carolina Highway 152
- South Carolina Highway 155
- South Carolina Highway 156
- South Carolina Highway 158
- South Carolina Highway 159
- South Carolina Highway 163
- South Carolina Highway 166
- South Carolina Highway 167
- South Carolina Highway 169
- South Carolina Highway 175
- South Carolina Highway 178
- South Carolina Highway 180
- South Carolina Highway 190
- South Carolina Highway 192
- South Carolina Highway 195
- South Carolina Highway 196
- South Carolina Highway 197
- South Carolina Highway 204
- South Carolina Highway 205
- South Carolina Highway 206
- South Carolina Highway 208
- South Carolina Highway 209
- South Carolina Highway 214
- South Carolina Highway 218
- South Carolina Highway 220
- South Carolina Highway 222
- South Carolina Highway 224
- South Carolina Highway 226
- South Carolina Highway 227
- South Carolina Highway 228
- South Carolina Highway 229
- South Carolina Highway 231
- South Carolina Highway 232
- South Carolina Highway 233
- South Carolina Highway 234
- South Carolina Highway 235
- South Carolina Highway 236
- South Carolina Highway 237
- South Carolina Highway 238
- South Carolina Highway 239
- South Carolina Highway 241
- South Carolina Highway 242
- South Carolina Highway 244
- South Carolina Highway 249
- South Carolina Highway 250
- South Carolina Highway 251
- South Carolina Highway 255
- South Carolina Highway 256
- South Carolina Highway 257
- South Carolina Highway 258
- South Carolina Highway 259
- South Carolina Highway 264
- South Carolina Highway 266
- South Carolina Highway 270
- South Carolina Highway 271
- South Carolina Highway 272
- South Carolina Highway 273
- South Carolina Highway 275
- South Carolina Highway 278
- South Carolina Highway 279
- South Carolina Highway 280
- South Carolina Highway 282
- South Carolina Highway 285
- South Carolina Highway 286
- South Carolina Highway 287
- South Carolina Highway 289
- South Carolina Highway 293
- South Carolina Highway 294
- South Carolina Highway 297
- South Carolina Highway 298
- South Carolina Highway 299
- South Carolina Highway 301
- South Carolina Highway 305
- South Carolina Highway 306
- South Carolina Highway 307
- South Carolina Highway 309
- South Carolina Highway 312
- South Carolina Highway 313
- South Carolina Highway 316
- South Carolina Highway 317
- South Carolina Highway 318
- South Carolina Highway 320
- South Carolina Highway 321
- South Carolina Highway 323
- South Carolina Highway 325
- South Carolina Highway 326
- South Carolina Highway 328
- South Carolina Highway 330
- South Carolina Highway 331
- South Carolina Highway 334
- South Carolina Highway 335
- South Carolina Highway 337
- South Carolina Highway 338
- South Carolina Highway 339
- South Carolina Highway 342
- South Carolina Highway 343
- South Carolina Highway 344
- South Carolina Highway 345
- South Carolina Highway 347
- South Carolina Highway 348
- South Carolina Highway 349
- South Carolina Highway 350
- South Carolina Highway 351
- South Carolina Highway 352
- South Carolina Highway 353
- South Carolina Highway 354
- South Carolina Highway 355
- South Carolina Highway 356
- South Carolina Highway 359
- South Carolina Highway 360
- South Carolina Highway 361
- South Carolina Highway 364
- South Carolina Highway 365
- South Carolina Highway 366
- South Carolina Highway 367
- South Carolina Highway 368
- South Carolina Highway 370
- South Carolina Highway 371
- South Carolina Highway 372
- South Carolina Highway 373
- South Carolina Highway 376
- South Carolina Highway 380
- South Carolina Highway 382
- South Carolina Highway 383
- South Carolina Highway 384
- South Carolina Highway 386
- South Carolina Highway 387
- South Carolina Highway 388
- South Carolina Highway 390
- South Carolina Highway 393
- South Carolina Highway 396
- South Carolina Highway 397
- South Carolina Highway 398
- South Carolina Highway 399
- South Carolina Highway 401
- South Carolina Highway 404
- South Carolina Highway 405
- South Carolina Highway 406
- South Carolina Highway 407
- South Carolina Highway 408
- South Carolina Highway 409
- South Carolina Highway 411
- South Carolina Highway 415
- South Carolina Highway 416
- South Carolina Highway 431
- South Carolina Highway 432
- South Carolina Highway 433
- South Carolina Highway 434
- South Carolina Highway 435
- South Carolina Highway 436
- South Carolina Highway 438
- South Carolina Highway 439
- South Carolina Highway 440
- South Carolina Highway 442
- South Carolina Highway 443
- South Carolina Highway 444
- South Carolina Highway 445
- South Carolina Highway 450
- South Carolina Highway 451
- South Carolina Highway 452
- South Carolina Highway 463
- South Carolina Highway 464
- South Carolina Highway 465
- South Carolina Highway 466
- South Carolina Highway 478
- South Carolina Highway 490
- South Carolina Highway 500
- South Carolina Highway 501
- South Carolina Highway 502
- South Carolina Highway 503
- South Carolina Highway 504
- South Carolina Highway 505
- South Carolina Highway 506
- South Carolina Highway 507
- South Carolina Highway 508
- South Carolina Highway 510
- South Carolina Highway 511
- South Carolina Highway 514
- South Carolina Highway 515
- South Carolina Highway 516
- South Carolina Highway 518
- South Carolina Highway 519
- South Carolina Highway 520
- South Carolina Highway 523
- South Carolina Highway 525
- South Carolina Highway 526
- South Carolina Highway 528
- South Carolina Highway 529
- South Carolina Highway 530
- South Carolina Highway 531
- South Carolina Highway 532
- South Carolina Highway 533
- South Carolina Highway 534
- South Carolina Highway 536
- South Carolina Highway 537
- South Carolina Highway 538
- South Carolina Highway 542
- South Carolina Highway 543
- South Carolina Highway 545
- South Carolina Highway 546
- South Carolina Highway 547
- South Carolina Highway 548
- South Carolina Highway 550
- South Carolina Highway 551
- South Carolina Highway 552
- South Carolina Highway 553
- South Carolina Highway 554
- South Carolina Highway 556
- South Carolina Highway 561
- South Carolina Highway 562
- South Carolina Highway 563
- South Carolina Highway 571
- South Carolina Highway 572
- South Carolina Highway 573
- South Carolina Highway 574
- South Carolina Highway 575
- South Carolina Highway 590
- South Carolina Highway 601
- South Carolina Highway 603
- South Carolina Highway 604
- South Carolina Highway 605
- South Carolina Highway 610
- South Carolina Highway 611
- South Carolina Highway 612
- South Carolina Highway 614
- South Carolina Highway 615
- South Carolina Highway 616
- South Carolina Highway 617
- South Carolina Highway 630
- South Carolina Highway 631
- South Carolina Highway 632
- South Carolina Highway 633
- South Carolina Highway 635
- South Carolina Highway 636
- South Carolina Highway 637
- South Carolina Highway 638
- South Carolina Highway 640
- South Carolina Highway 643
- South Carolina Highway 644
- South Carolina Highway 645
- South Carolina Highway 646
- South Carolina Highway 647
- South Carolina Highway 648
- South Carolina Highway 649
- South Carolina Highway 650
- South Carolina Highway 654
- South Carolina Highway 660
- South Carolina Highway 662
- South Carolina Highway 663
- South Carolina Highway 664
- South Carolina Highway 665
- South Carolina Highway 667
- South Carolina Highway 668
- South Carolina Highway 670
- South Carolina Highway 691
- South Carolina Highway 704
- South Carolina Highway 705
- South Carolina Highway 706
- South Carolina Highway 711
- South Carolina Highway 712
- South Carolina Highway 713
- South Carolina Highway 714
- South Carolina Highway 715
- South Carolina Highway 716
- South Carolina Highway 720
- South Carolina Highway 721
- South Carolina Highway 722
- South Carolina Highway 723
- South Carolina Highway 724
- South Carolina Highway 725
- South Carolina Highway 726
- South Carolina Highway 727
- South Carolina Highway 730
- South Carolina Highway 752
- South Carolina Highway 761
- South Carolina Highway 762
- South Carolina Highway 765
- South Carolina Highway 766
- South Carolina Highway 767
- South Carolina Highway 771
- South Carolina Highway 772
- South Carolina Highway 774
- South Carolina Highway 782
- South Carolina Highway 783
- South Carolina Highway 784
- South Carolina Highway 785
- South Carolina Highway 786
- South Carolina Highway 790
- South Carolina Highway 791
- South Carolina Highway 801
- South Carolina Highway 803
- South Carolina Highway 804
- South Carolina Highway 805
- South Carolina Highway 810
- South Carolina Highway 811
- South Carolina Highway 812
- South Carolina Highway 813
- South Carolina Highway 814
- South Carolina Highway 815
- South Carolina Highway 816
- South Carolina Highway 817
- South Carolina Highway 818
- South Carolina Highway 819
- South Carolina Highway 820
- South Carolina Highway 821
- South Carolina Highway 822
- South Carolina Highway 824
- South Carolina Highway 831
- South Carolina Highway 850
- South Carolina Highway 851
- South Carolina Highway 900
- South Carolina Highway 902
- South Carolina Highway 904
- South Carolina Highway 906
- South Carolina Highway 907
- South Carolina Highway 910
- South Carolina Highway 911
- South Carolina Highway 913
- South Carolina Highway 915
- South Carolina Highway 916
- South Carolina Highway 918
- South Carolina Highway 919
- South Carolina Highway 920
- South Carolina Highway 921
- South Carolina Highway 922
- South Carolina Highway 923
- South Carolina Highway 930
- South Carolina Highway 941
- South Carolina Highway 942
- South Carolina Highway 943
- South Carolina Highway 944
- South Carolina Highway 945
- South Carolina Highway 946

## U.S. Highways

### Gegenwärtige Strecken
- U.S. Highway 1
- U.S. Highway 15
- U.S. Highway 17
- U.S. Highway 21
- U.S. Highway 25
- U.S. Highway 29
- U.S. Highway 52
- U.S. Highway 76
- U.S. Highway 78
- U.S. Highway 123
- U.S. Highway 176
- U.S. Highway 178
- U.S. Highway 221
- U.S. Highway 276
- U.S. Highway 278
- U.S. Highway 301
- U.S. Highway 321
- U.S. Highway 378
- U.S. Highway 401
- U.S. Highway 501
- U.S. Highway 521
- U.S. Highway 601
- U.S. Highway 701

### Außer Dienst gestellte Strecken
- U.S. Highway 117
- U.S. Highway 217

## Interstates

### Hauptstrecken

#### Gegenwärtige Strecken
- Interstate 20
- Interstate 26
- Interstate 77
- Interstate 85
- Interstate 95

#### Geplante Strecken
- Interstate 73
- Interstate 74

### Zubringer und Umgehungen

#### Gegenwärtige Strecken
- Interstate 126
- Interstate 185
- Interstate 385
- Interstate 520
- Interstate 526
- Interstate 585

#### Außer Dienst gestellte Strecken
- Interstate 326 (war nicht als solche ausgeschildert)